# 永井豪記念館
永井豪記念館（ながいごうきねんかん）は、かつて石川県輪島市に存在した、同市出身の漫画家、永井豪を記念する博物館（マンガ・アニメミュージアム）。

## 特徴
2009年（平成21年）4月25日開館。のと共栄信用金庫輪島支店の旧店舗を改修し、さらに展示棟が増築した上で開館した。開館当初より、永井が名誉館長に就任している。
輪島朝市が開かれる朝市通りの一角に所在し、市の景観条例に沿った和風の外観を有していた。入場口には代表作『マジンガーZ』を象った約2メートルの立像が設置され、永井の生い立ちや作品の背景の解説展示が行われていたのを始め、原画や稀少なフィギュアが所蔵・展示されていた。総事業費は1億2300万円。
この施設はアニメツーリズム協会によって「訪れてみたい日本のアニメ聖地88」の一つに選ばれている。観光名所として、毎年1万2000人が訪れていた。
記念館のはす向かいには永井の親戚が経営する「永井洋服店」があり、開館前の2000年（平成12年）ごろからファンが持ち込んだキャラクターグッズを店の一角に飾っていた。
2019年には記念館の10周年イベントを開催。永井と水木一郎によるトークショーや『マジンガーZ』の主題歌の歌唱などが行われた。

## 能登半島地震での火災
記念館は2024年（令和6年）1月1日夕方に発生した能登半島地震で被災し、同日夜から翌2日未明に朝市通り一帯を襲った火災により全焼した。
永井が所属するダイナミックプロでは2日にコメントを発表し「現地のみなさまの安全と対策が最優先」として連絡を控えていること、また永井は地震発生時点で東京にいたが「報道などで触れる、輪島をはじめとする被災地の状況に心を痛め、深く案じて」いると説明した。コメントでは、記念館の今後について「また時期がきまして状況などわかりましたら、みなさまにお知らせいたしますので、ご理解いただき、静かにお待ちいただけますと幸いです」としている。
3日に記念館の焼失が報じられた後、Xではファンからの「一度は訪れてみたい場所だっただけに胸が痛い」「復興したら是非また訪れたい」「マジンガーZのように力強く立ち上がってほしい」とする意見や、被災前に撮影された写真の投稿が相次いだ。
山内貴範は『リアルサウンド』で、2011年（平成23年）の東日本大震災により被災した石ノ森萬画館や2019年（令和元年）の東日本台風による洪水被害で地下書庫が水没し貴重な資料が失われた川崎市市民ミュージアムの先例を挙げたうえで「漫画の原画や史料は日本の文化として世界に知られるが、まだまだ文化財として認知されているとは言い難く、十分な保存体制がとられているとは言い難い。永井豪記念館の被災は、多くの課題を我々に与えたといえる。今後の漫画家の記念館や展示施設、さらには国や地方自治体で進んでいる原画の保存施設の防災対策について、熟考する必要がでてくるかもしれない」と問題提起を行っている。
10日にダイナミックプロの公式Xにて、永井が「私は現役のマンガ家ですので、もし失われていたとしても、いくらでもまた描いたり作ったりすることが出来ると思っています」と記念館についてコメントを発表。同アカウントによると、「記念館の被災状況について確定的な情報は得ることができていない」が、2023年6月から常設展示のために記念館に貸し出していた「永井豪の原画と永井豪作品の立体物および映像作品」以外の原稿や原画などはダイナミックプロが所有し、管理している。
25日に輪島市観光課の担当者が記念館内部を調査したところ、館内の耐火構造の展示棟にあった原画やフィギュア100点余りが焼失せずに現存していることが判明した。これらの原画やフィギュアは輪島市によって安全な場所に移動・保存されている。
2024年9月現在、営業再開の目処は立っておらず、ホームページも閉鎖されている。さらに、全焼した建物の損傷が激しく復旧が難しいことから、同記念館が解体される方針であることが、9月24日に北國新聞社が行った輪島市への取材により判明した。

## アクセス
- 北鉄奥能登バス輪島マリンタウン停留所下車、徒歩5分。

金沢駅からは輪島特急バス（北鉄金沢バス共同運行）で約2時間。
- のと鉄道七尾線穴水駅からは北鉄奥能登バス穴水輪島線で約60分、のと里山空港からは輪島特急バスで約30分。穴水輪島線各停で道の駅輪島「ふらっと訪夢」（旧輪島駅）止まりの場合は徒歩10分。
- 自家用車やレンタカーの場合は能越自動車道のと里山空港ICより北へ約30分。